# Столкновение над Роли
Столкновение над Роли — авиационная катастрофа, произошедшая в субботу 4 декабря 1971 года, когда в небе близ аэропорта Роли/Дарем города Роли заходящий на посадку McDonnell Douglas DC-9-31 авиакомпании Eastern Air Lines столкнулся с частной Cessna 206. В результате происшествия погибли два человека — все на борту «Цессны». «Дуглас» сумел совершить благополучную посадку в аэропорту.

## Самолёты

### McDonnell Douglas DC-9
Самолёт McDonnell Douglas DC-9-31 с регистрационным номером N8943E (заводской — 47166, серийный — 265) был выпущен 30 января 1968 года, а 25 февраля передан американской авиакомпании Eastern Air Lines. В авиакомпанию он поступил 29 февраля и получил в ней лётный номер 943. Пассажировместимость салона составляла 99 мест: 12 мест первого класса и 87 мест экономкласса. Был оснащен двумя турбовентиляторными (двухконтурными) двигателями Pratt & Whitney JT8D-7B. Общая наработка лайнера составляла 10 304 часа 47 минут, в том числе 235 часов от последней крупной проверки и 32 часа от последнего техобслуживания.
Экипаж самолёта состоял из двух пилотов и двух стюардесс:
- Командир воздушного судна — 44-летний Нил Г. Босуэлл (англ. Neal G. Boswell). В Eastern с 3 декабря 1955 года, вскоре был повышен сперва до третьего, а после до второго пилота Boeing 720. 8 июня 1969 года получил квалификацию на самолёты типа DC-9. По данным, предоставленным авиакомпанией, имел общий налёт 6446 часов 26 минут, в том числе 1379 часов 34 минуты на DC-9. Наработка за последние сутки, 7 дней, 30 дней и год до происшествия составила соответственно 5 часов 19 минут, 12 часов 59 минут, 47 часов 26 минут и 610 часов 17 минут[4].
- Второй пилот — 33-летний Б. И. Драглэнд (англ. B. E. Dragland). В Eastern с 20 июня 1966 года, имел квалификацию второго пилота McDonnell Douglas DC-9 и Convair CV-440, а также третьего пилота Lockheed L-188 Electra. Квалификацию на самолёты типа DC-9 получил 8 сентября 1968 года. По данным, предоставленным авиакомпанией, имел общий налёт 2242 часа 28 минут, в том числе 1893 часа 28 минут на DC-9. Наработка за последние сутки, 7 дней, 30 дней и год до происшествия составила соответственно 5 часов 19 минут, 6 часов 22 минуты, 45 часов 34 минуты и 607 часов 44 минуты[4].
- Стюардесса — Шарлотта Авчен (англ. Charlotte Avchen). В Eastern с мая 1967 года, квалификацию на DC-9 и должность стюардессы получила 24 мая 1967 года[4].
- Стюардесса — Шеннон Генри (англ. Shannon Henry). В Eastern с июня 1968 года, квалификацию на DC-9 и должность стюардессы получила 14 июня 1968 года[4].

### Cessna 206
Самолёт Cessna 206 с регистрационным номером N2110F (заводской — U206-0310) получил свой лётный сертификат 21 ноября 1964 года. Был оборудован шестицилиндровым двигателем Continental IO-520 (заводской номер —10663-4-A) и воздушным винтом McCauley DC-A 34C-58 (производства McCauley Propeller Systems). Последняя проверка самолёта проводилась 19 ноября 1971 года. Общая наработка борта N2110F составляла 1498 часов. Общая наработка двигателя также составляла 1498 часов, в том числе 107 часов после капитального ремонта.
Его пилотировал Уиллис Смит-младший (англ. Willis Smith, Jr.), который имел квалификацию гражданского пилота одно- и многомоторных самолётов. Носил очки из-за дальнозоркости. Точный налёт Смита неизвестен, но при получении медицинского свидетельства от 3 октября 1969 года он указал свой налёт как 800 часов на гражданской авиации и 1200 часов на военной, а налёт за последние 6 месяцев — 100 часов. При прохождении медицинского свидетельства от 30 сентября 1971 года он уже указал свой налёт в 1000 часов на гражданской авиации и 1500 часов на военной, а налёт за последние 6 месяцев — 100 часов.

## Катастрофа
Борт N8943E (DC-9) выполнял регулярный пассажирский рейс EA-898 из Майами (Флорида) в Вашингтон (округ Колумбия) с промежуточными посадками в Роли (Северная Каролина) и Норфолке (Виргиния). В 12:12, на пару минут позже расписания, рейс 898 с 23 пассажирами и 4 членами экипажа на борту вылетел из Майамского аэропорта. Полёт проходил под радиолокационным контролем, управление вёл второй пилот.
В 13:10 из муниципального аэропорта Роли (англ. Raleigh's Municipal Airport) с одним пилотом и одним пассажиром вылетел борт N2110F (Cessna), который выполнял короткий полёт в международный аэропорт Роли/Дарем по правилам визуальных полётов. В 13:32:45 пилот самолёта связался сразу с диспетчером посадки (башня) данного аэропорта, минуя таким образом диспетчера подхода. Стоит отметить, что пассажир был родом из городка Моррисвиль, что в трёх с половиной милях от торца полосы 5 и почти на продолжении её осевой линии. Тогда пилот запросил разрешение у диспетчера посадки разрешение выполнить облёт Моррисвиля на высоте 500 футов, прежде чем через несколько минут войти в схему подхода. Диспетчер это разрешил.
В 13:42:40 пилот «Цессны» доложил, что он к юго-западу от внешнего приводного радиомаяка, и запросил разрешение на посадку. Диспетчер посадки дал указание выполнять заход на взлётно-посадочную полосу 5, а также сообщить, когда самолёт будет в трёх милях (5 км) от полосы, чтобы получить разрешение на посадку. Затем в 13:44:35 в аэропорту Роли/Дарем к диспетчеру посадки обратился диспетчер подхода:
Подход: Истерн 898 сейчас всего в полумиле от внутреннего привода. Пришлось его немного задержать из-за какого-то движения в том районе.
Башня: Хорошо, понял. Мне думается, что это «Цессна», который зачем-то попросил облететь Моррисвиль. Вы говорите, что он перед ним?
Подход: Да, они оба летят в попутном направлении и на одном курсе.
В 13:40:55 экипаж рейса 898, связавшись с диспетчером подхода, получил разрешение выполнять заход по ILS. Также диспетчер последовательно дал экипажу 4 сообщения по выполнению и другим самолётам. Первые два из них касались находящегося в районе аэропорта борта N2110F, и на них экипаж рейса 898 ответил: Он должен быть ниже облаков. Мы собираемся опуститься в облаках где-то ещё на тысячу футов. Далее экипаж спросил диспетчера подхода, с кем им потом вести радиосвязь, на что диспетчер подхода указал частоту для связи с диспетчером посадки, но пока продолжать связь с ним, так как рейс 898 ещё не разошёлся с другим самолётом, который может быть перед ним, но ниже, а высота его неизвестна. В 13:44:15 с «Дугласа» передали о наблюдении полосы, на что диспетчер подхода дал указание переходить на связь с диспетчером посадки.
Небо над аэропортом было покрыто облаками с нижней границей 4500 футов (1,37 км), а видимость достигала 12 метров. В 13:44:30 экипаж рейса 898 перешёл на связь с диспетчером посадки и доложил о прохождении маркерного радиомаяка, при этом несколько выше установленного. Диспетчер разрешил продолжать заход и предупредил, что маркер сейчас прошла «Цессна». На это с «Дугласа» передали, что, возможно, прошли над ней. Через минуту рейсу 898 было дано разрешение на посадку, но спустя ещё 25 секунд в 13:46:15 с самолёта передали, что врезались в верхнюю часть другого самолёта и пока не будут садиться. Как впоследствии расскажет командир борта N8943E, он не видел другого самолёта, о котором их предупреждал диспетчер. По свидетельству очевидцев, оба самолёта находились в горизонтальном положении, когда на высоте около 1050 футов (320 метров) «Дуглас» нагнал «Цессну», которая оказалась под его фюзеляжем, после чего стойки шасси «Дугласа» врезались сзади в крыло «Цессны». Небольшой самолёт застрял на стойках шасси, но через минуту 15 секунд, уже после пролёта торца полосы 5, отделился и рухнул на аэродром. При ударе о землю борт N2110F взорвался, а пилот с пассажиром погибли. Рейс 898 получил небольшие повреждения шасси и нижней части фюзеляжа, но не потерял управление, а спустя 1 час 7 минут с момента столкновения благополучно приземлился в аэропорту. Никто из 27 человек на его борту не пострадал.

## Причины
Согласно заключению Национального совета по безопасности на транспорте, катастрофа произошла из-за ограниченных возможностей и недостаточно эффективной работы служб управления воздушным движением в зоне аэропорта Роли/Дарем. Что до пилотов, то анализ траекторий движения обоих самолётов, а также конструкций кабин показал, что экипажи не могли увидеть друг друга и избежать столкновения.

## Дальнейшая судьба борта N8943E
После столкновения борт был восстановлен и в июле 1991 года передан в Midway Airlines, после чего в 1993 году был передан в SARO — Servicious Aereos Rutas Oriente, в 1995 году сменил бортовой номер, и был порезан на металлолом.

### Комментарии
1. ↑  Здесь и далее указано Североамериканское восточное время (EST).